# Izenberge
Izenberge är en ort i Belgien.   Den ligger i provinsen Västflandern och regionen Flandern, i den västra delen av landet, 120 km väster om huvudstaden Bryssel. Izenberge ligger 10 meter över havet och antalet invånare är 367.
Terrängen runt Izenberge är mycket platt. Runt Izenberge är det ganska tätbefolkat, med 60 invånare per kvadratkilometer.. Närmaste större samhälle är Koksijde, 13,7 km norr om Izenberge. 
Trakten runt Izenberge består till största delen av jordbruksmark.